# Ochamchire
Ochamchire (in georgiano ოჩამჩირე?, in abcaso Очамчыра, in russo Очамчира?) è una città dell'Abcasia, una repubblica de facto indipendente all'interno dei confini internazionalmente riconosciuti della Georgia. Si affaccia sul Mar Nero ed è capoluogo dell'omonimo distretto.
Secondo il censimento sovietico del 1989, Ochamchire contava 20.078 abitanti. Dopo il conflitto georgiano-abcaso del 1992-93, Ochamchire ha subito un significativo calo demografico a causa della pulizia etnica subita dai georgiani. La maggior parte degli sfollati colpiti dal conflitto non è ancora tornata in città. Ochamchire si trova lungo la riva sinistra del fiume , dove questo sfocia nel mare. La città è situata a 53 chilometri (33 miglia) a sud-est della capitale abkhaza Sokhumi.

## Geografia
Sorge presso la foce del fiume Ghalidzga, a 53 km a sud-est della capitale abcasa Sukhumi. 

## Amministrazione

### Gemellaggi
- Bender